# Regimentul 67 Infanterie (1916-1918)
Regimentul 67 Infanterie a fost o unitate de nivel tactic din rezerva armatei permanente care s-a constituit la 14/27 august 1916, prin mobilizarea unităților și subunităților de infanterie din cercul de recrutare Bacău, din cadrul Comandamentului IV Teritorial.:p. 92 Regimentul a făcut parte din organica Brigăzii 27 Infanterie. La intrarea în război, Regimentul 67 Infanterie a fost comandat de locotenent-colonelul Anton Gherescu. Regimentul 67 Infanterie a participat la acțiunile militare pe frontul românesc, pe toată perioada războiului, între 14/27 august 1916 - 28 ocotmbrie/11 noiembrie 1918.